# Абхазское соление
Абхазское соление (абх. арҵәы) — кушанье, традиционно подаваемое к столу в течение всего года.
Абхазские соления делятся на два вида: весенне-летние, которые приготовляются из огурцов, лука-порея, зеленого помидора, портулака, укропа, черемши и осенне-зимние, приготовляемые из кольраби, топинамбура, огурцов, редьки, капусты, зеленых помидоров, перца и пр.

## Способ приготовления

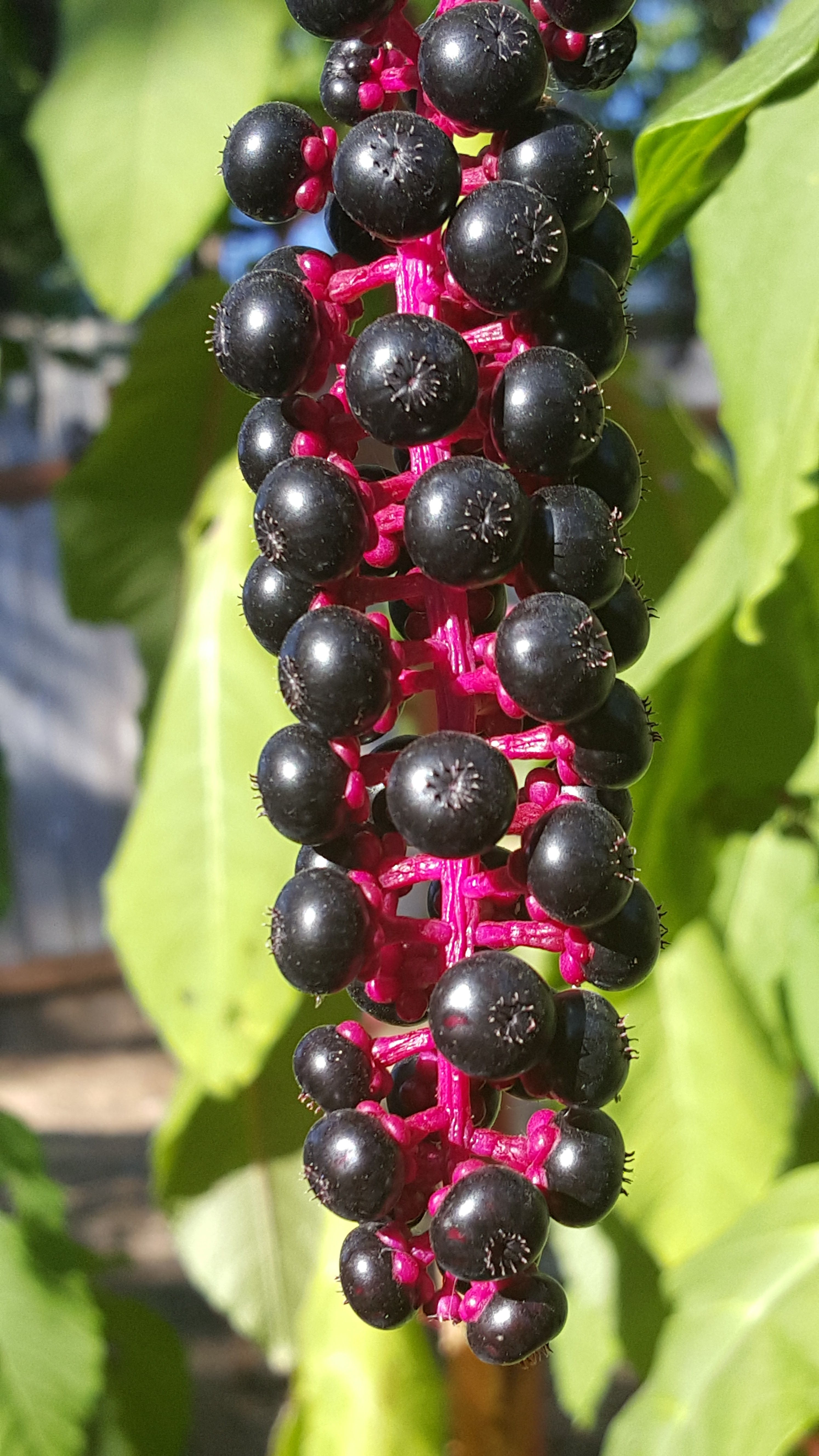
Плоды лаконоса, используемые при засаливании

Традиционно бланшированные продукты кладут в общую дубовую бочку, хранящуюся в прохладном месте, добавляют к ним перец (горький), толченые чеснок, семена кориандра, укропа, чабера и базилика, заливают теплым рассолом и ставят в прохладном месте. Особенностью традиционного абхазского соления является то, что при засаливании, в него добавляют лаконос, как своего рода специю, придающую продуктам соления терпкость и пряность, а также розово-лиловую окраску.